# Campagnes militaires de Jules César
Les campagnes militaires de Jules César constituent à la fois la guerre des Gaules (58 - 51 av. J.-C.) et la guerre civile de César (50 av. J.-C.). La guerre des Gaules s'est principalement déroulée dans ce qui est aujourd'hui la France. En 55 et 54 av. J.-C., il a envahi la Grande-Bretagne, bien qu'il n'ait pas pu y progresser. La guerre des Gaules s'est terminée par une victoire romaine complète à la bataille d'Alésia. Celle-ci a été suivie par la guerre civile, au cours de laquelle César a chassé ses rivaux en Grèce, les y battant de manière décisive. Il s'est ensuite rendu en Égypte, où il a vaincu le pharaon égyptien et mis Cléopâtre sur le trône. Il s'est ensuite débarrassé de ses adversaires romains en Afrique et en Hispanie. Une fois ses campagnes terminées, il fut dictateur romain jusqu'à son assassinat le 15 mars 44 av. J.-C. Ces guerres ont été d'une importance cruciale dans la transition de la République romaine vers l'Empire romain. 

## Premier consulat et triumvirat

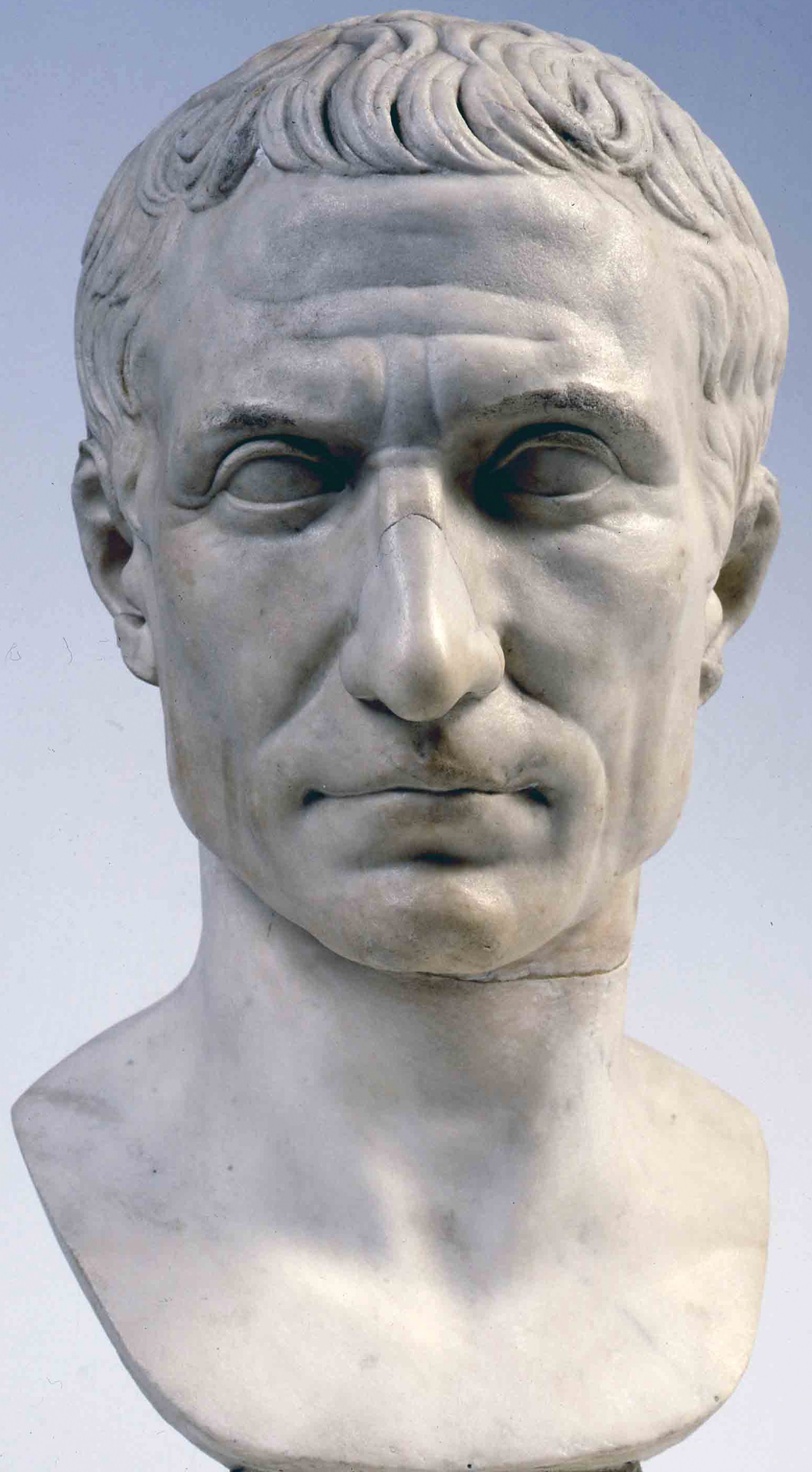
Buste de Jules César, portrait posthume en marbre, 44-30 av. J.-C., Museo Pio-Clementino, Musées du Vatican

Trois candidats se présentèrent au consulat en 59 av. J.-C.: César, Marcus Calpurnius Bibulus qui avait été édile avec César plusieurs années plus tôt, et Lucius Lucceius. L'élection a été entachée. César a sollicité le soutien de Cicéron et a conclu une alliance avec le riche Lucceius, mais l’establishment a jeté son poids financier derrière le conservateur Bibulus. Même Caton, avec sa réputation d'incorruptibilité, aurait recouru à la corruption en sa faveur. César et Bibulus sont élus consuls. 
César avait déjà une dette politique envers Crassus, mais il a également fait des ouvertures à Pompée, qui combattait sans succès le Sénat pour la ratification de ses colonies de l'Est et des terres agricoles pour ses anciens combattants. Pompée et Crassus étaient en désaccord depuis qu'ils étaient consuls ensemble en 70 av. J.-C., et César savait que s'il s'alliait avec l'un, il perdrait le soutien de l'autre, alors il s'efforça de les réconcilier. Entre les trois, ils avaient assez d'argent et d'influence politique pour contrôler les affaires publiques. Cette alliance informelle, connue sous le nom de Premier Triumvirat (règne de trois hommes), a été cimentée par le mariage de Pompée avec la fille de César, Julia. César s'est également marié à nouveau, cette fois à Calpurnia, fille de Lucius Calpurnius Piso Caesoninus, qui a été élu au consulat l'année suivante. 
César a proposé une loi pour la redistribution des terres publiques aux pauvres, une proposition soutenue par Pompée, par la force des armes si nécessaire, et par Crassus, rendant le triumvirat public. Pompée a rempli la ville de soldats et les adversaires du triumvirat ont été intimidés. Bibulus a tenté de déclarer les présages défavorables et donc d'annuler la nouvelle loi, mais il a été chassé du forum par les partisans armés de César. Ses faisceaux de licteurs avaient été cassés, deux tribuns l’accompagnant ont été blessés et Bibulus lui-même s'est fait jeter un seau d'excréments. Ayant eu la peur de sa vie, il se retira chez lui pour le reste de l'année, émettant occasionnellement des proclamations de mauvais augure. Ces tentatives d'obstruction à la législation de César se sont révélées inefficaces. Les satiristes romains ont toujours appelé l'année « le consulat de Jules et de César ». 
Lorsque César et Bibulus ont été élus pour la première fois, l'aristocratie a tenté de limiter le pouvoir futur de César en attribuant les bois et les pâturages de l'Italie, plutôt que le gouvernement d'une province, car leurs fonctions proconsulaires après leur année de mandat étaient terminées. Avec l'aide de Piso et Pompée, César a par la suite renversé cette décision et a été nommé pour gouverner la Gaule cisalpine (nord de l'Italie) et l'iIllyricum (ouest des Balkans), avec la Gaule transalpine (sud de la France) ajoutée plus tard, en lui donnant le commandement de quatre légions. La durée de son mandat consulaire, et donc son immunité contre les poursuites, a été fixée à cinq ans, plutôt que la durée habituelle. Lorsque son consulat a pris fin, César a évité de justesse les poursuites pour les irrégularités de son mandat et est rapidement parti pour sa province. 

### Conquête de la Gaule

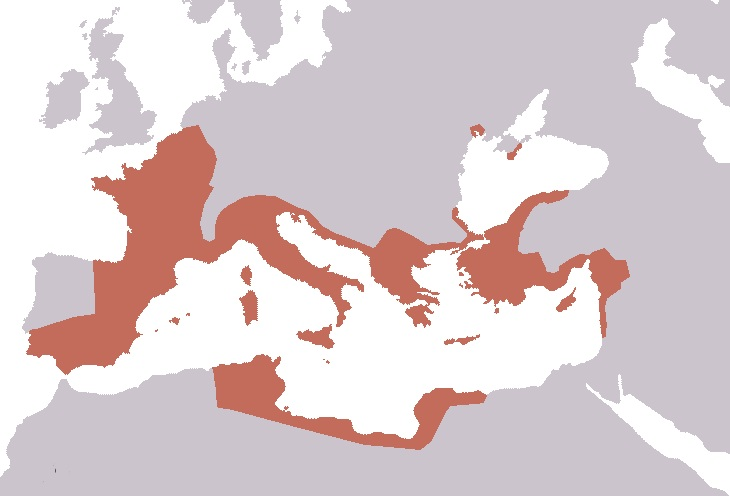
La République romaine en 40 av. J.-C. après les conquêtes de César

César était toujours profondément endetté et il y avait de l'argent à gagner en tant que gouverneur de province, que ce soit par extorsion ou par aventurisme militaire. César avait quatre légions sous son commandement, dont deux de ses provinces, Illyricum et Gallia Narbonensis, qui étaient bordées par un territoire non conquis, et la Gaule indépendante qui était connue pour être instable. Les alliés de Rome, les Aedui, avaient été vaincus par leurs rivaux gaulois, avec l'aide d'un contingent de Suebi germaniques sous Ariovistus. Les Suebi s'étaient installés sur les terres d'Aeduan conquises, et les Helvetii se mobilisaient pour une migration de masse qui, selon les Romains, avait une intention belliqueuse. César a soulevé deux nouvelles légions et a vaincu d'abord les Helvetii, puis Ariovistus, et a quitté son armée dans ses quartiers d'hiver sur le territoire des Sequani, signalant que son intérêt pour les terres en dehors de Gallia Narbonensis ne serait pas temporaire. 

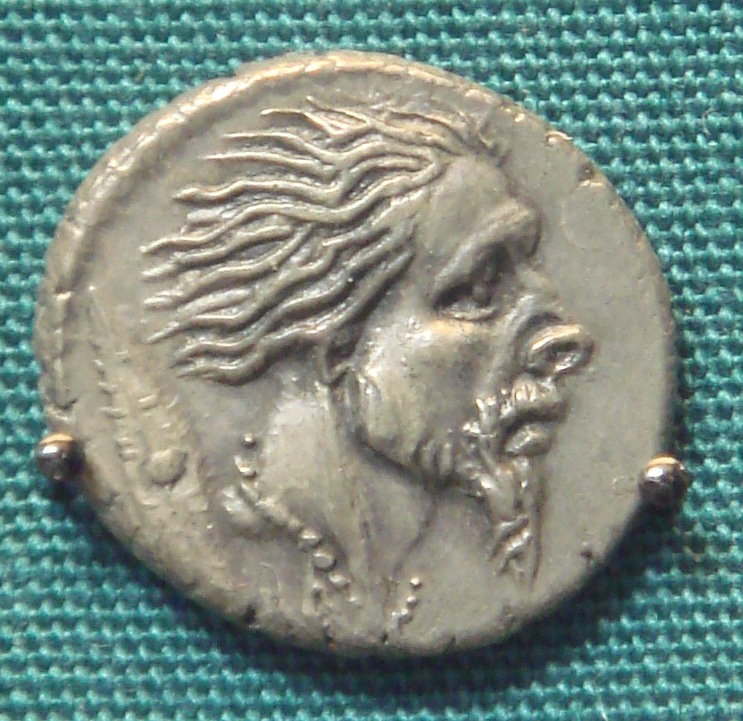
Denier d'argent romain avec la tête de Gaulois en captivité 48 av. J.-C., à la suite des campagnes de César.

Il a commencé sa deuxième année avec le double de l'effectif militaire de l'année précédente, après avoir soulevé deux autres légions en Gaule cisalpine pendant l'hiver. La légalité de ce fait était douteuse, car les Gaulois cisalpins n'étaient pas des citoyens romains. En réponse aux activités de César l'année précédente, les tribus belges du nord-est de la Gaule avaient commencé à s'armer. César a interprété cela comme un geste agressif et, après un engagement peu concluant contre une armée belge unie, a conquis les tribus au coup par coup. Pendant ce temps, une légion, commandée par le fils de Crassus Publius, a commencé la conquête des tribus de la péninsule armoricaine. 
Au printemps de 56 av. J.-C., le Triumvirat a tenu une conférence à Luca (Lucques moderne) en Gaule cisalpine. Rome était en ébullition et les campagnes populistes de Clodius avaient sapé les relations entre Crassus et Pompée. La réunion a renouvelé le Triumvirat et prolongé la proconsulat de César pour cinq autres années. Crassus et Pompée seraient à nouveau consuls, avec des proconsulats à long terme similaires à suivre: la Syrie pour Crassus, les provinces hispaniques pour Pompée. La conquête de l'Armorique a été achevée lorsque César a vaincu les Vénètes dans une bataille navale, tandis que le jeune Crassus a conquis les Aquitani du sud-ouest. À la fin de la campagne en 56 av. J.-C., seuls les Morini et Menapii des Pays-Bas côtiers tenaient toujours. 
En 55 av. J.-C., César repoussa une incursion en Gaule par les germaniques Usipètes et Tenctères, qui a été suivie par la construction d'un pont sur le Rhin pour faire une démonstration de force en territoire germanique, avant de revenir et de démanteler le pont. À la fin de l'été, après avoir maîtrisé les Morini et les Menapii, il a traversé la Grande-Bretagne, affirmant que les Britanniques avaient aidé les Veneti contre lui l'année précédente. Sa tactique était médiocre, et bien qu'il ait gagné une tête de pont sur la côte du Kent, il n'a pas pu avancer davantage et est retourné en Gaule pour l'hiver. Il est revenu l'année suivante, mieux préparé et avec une force plus importante, et a pu accomplir davantage. Il a avancé à l'intérieur des terres, établissant Mandubracius des Trinovantes comme roi ami et soumettant son rival, Cassivellaunus, à ses conditions. Mais les mauvaises récoltes ont conduit à une révolte généralisée en Gaule, dirigée par Ambiorix des Eburones, forçant César à faire campagne pendant l'hiver et l'année suivante. Avec la défaite d'Ambiorix, César croyait que la Gaule était maintenant pacifiée. 
Pendant que César était en Grande-Bretagne, sa fille Julia, l'épouse de Pompée, décéda en couches. César a essayé de regagner le soutien de Pompée en lui offrant sa petite-nièce Octavia en mariage, en s'aliénant le mari d'Octavia Gaius Marcellus, mais Pompée a refusé. En 53 av. J.-C., Crassus fut tué pendant qu'il menait une invasion ratée de Parthe. Rome était au bord de la guerre civile. Pompée a été nommé consul unique en tant que mesure d'urgence et a épousé Cornelia, la fille de l'adversaire politique de César, Quintus Metellus Scipio, qu'il a invité à devenir son collègue consulaire une fois l'ordre rétabli. Le Triumvirat était mort. 

Vercingétorix se rend à César, par Lionel Royer

En 52 av. J.-C., une autre révolte plus importante éclata en Gaule, dirigée par Vercingétorix des Arvernes. Vercingétorix a réussi à unir les tribus gauloises et s'est avéré être un commandant astucieux, battant César dans plusieurs combats, y compris à la bataille de Gergovie, mais les travaux de siège élaborés par César à la bataille d'Alésia ont finalement forcé sa reddition. Malgré des éclats de guerre disparates l'année suivante, la Gaule a été efficacement conquise. 
Titus Labienus était le légat le plus ancien de César pendant ses campagnes gauloises, ayant le statut de propraetor. D'autres hommes éminents qui ont servi sous lui dont son parent Lucius Julius Caesar, les fils de Crassus Publius et Marcus, le frère de Cicéron Quintus, Decimus Brutus, et Mark Antony. 
Plutarque a affirmé que l'armée avait combattu contre trois millions d'hommes au cours des guerres gauloises, dont un million sont morts et un autre million ont été réduits en esclavage. 300 tribus ont été soumises et 800 villes ont été détruites. Presque toute la population de la ville d'Avaricum (Bourges) (40 000 habitants en tout) a été massacrée. Julius Caesar rapporte que 368 000 des Helvetii ont quitté leur foyer, dont 92 000 pouvaient porter des armes, et seulement 110 000 sont rentrés après la campagne. Cependant, compte tenu de la difficulté de trouver des chiffres exacts en premier lieu, des objectifs de propagande de César et de l'exagération grossière courante des chiffres dans les textes anciens, le total des combattants ennemis en particulier est susceptible d'être beaucoup trop élevé. Furger-Gunti considère une armée de plus de 60 000 combattants Helvetii extrêmement improbable au vu des tactiques décrites, et suppose que le nombre réel aurait été d'environ 40 000 guerriers sur un total de 160 000 émigrés. Delbrück suggère un nombre encore plus faible de 100 000 personnes, dont seulement 16 000 étaient des combattants, ce qui ferait de la force celtique environ la moitié de la taille du corps romain de 30 000 hommes. 

## Guerre civile

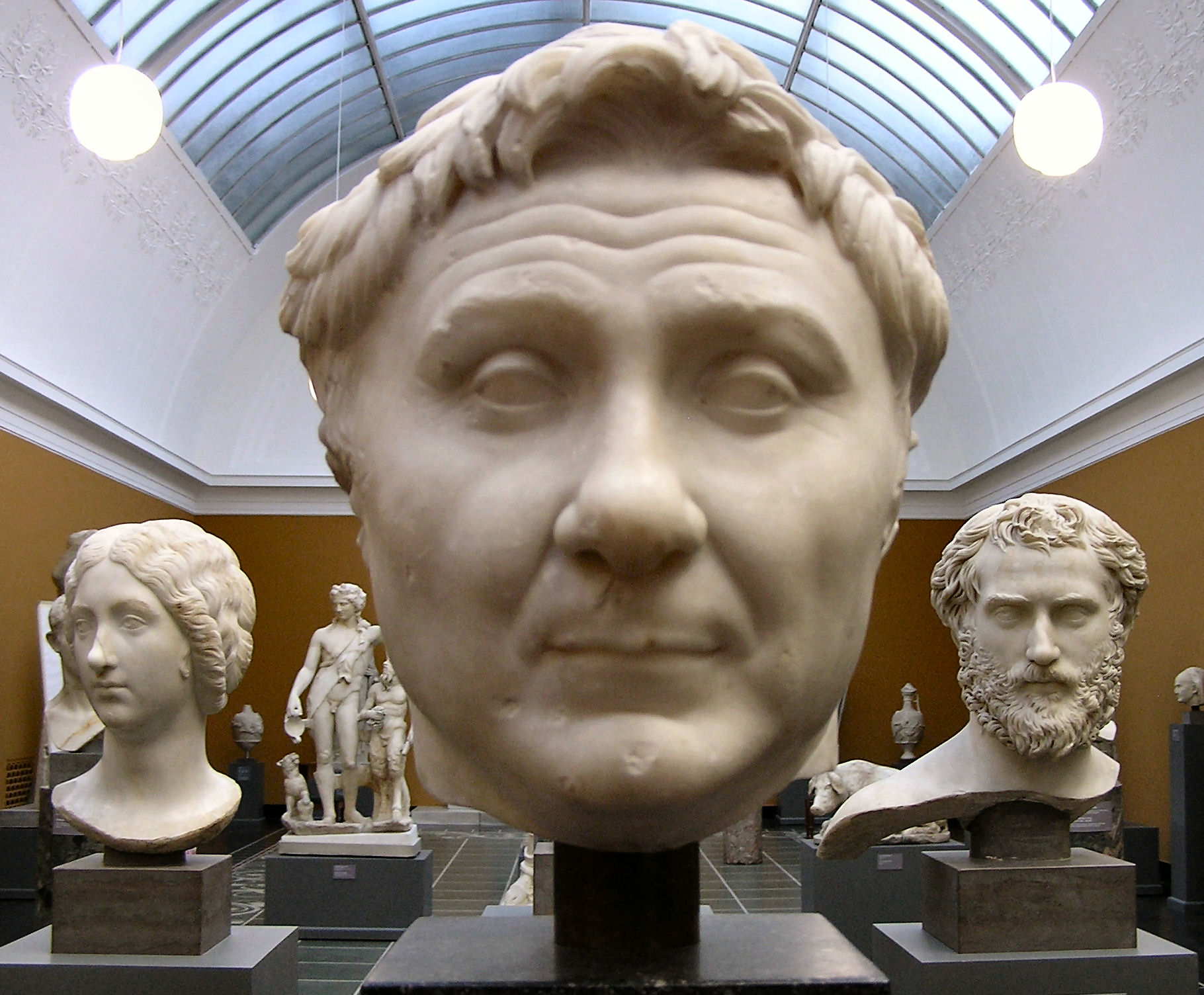
Buste de Pompée le Grand dans la Ny Carlsberg Glyptotek, Copenhague

En 50 av. J.-C., le Sénat, dirigé par Pompée, ordonna à César de dissoudre son armée et de retourner à Rome parce que son mandat de Proconsul était terminé. De plus, le Sénat a interdit à César de se présenter pour un second consulat par contumace. César pensait qu'il serait poursuivi et marginalisé politiquement s'il entrait à Rome sans l'immunité dont jouit un consul ou sans le pouvoir de son armée. Pompée a accusé César d'insubordination et de trahison. Le 10 janvier 49 av. J.-C., César traversa le Rubicon (la frontière de l'Italie) avec une seule légion et déclencha une guerre civile. En traversant le Rubicon, Plutarque rapporte que César a cité le dramaturge athénien Menander en grec, disant anerrhiphthō kubos (ἀνερρίφθω κύβος; laissez les dés être lancés). Suetonius donne l'approximation latine alea iacta est (le dé est lancé). 
Les Optimates, dont Metellus Scipio et Caton le Jeune, ont fui vers le sud, n'ayant guère confiance dans les troupes nouvellement levées, d'autant plus que tant de villes du nord de l'Italie s'étaient rendues volontairement. Une tentative de prise de position par une légion de consulat à Samarium a entraîné la remise du consul par les défenseurs et la reddition de la légion sans combat significatif. Bien qu'il soit beaucoup plus nombreux que les troupes de César, qui n'avait seulement que sa treizième légion avec lui, Pompée n’avait aucune intention de se battre. César a poursuivi Pompée à Brindisium, espérant le capturer avant que le Sénat pris au piège et leurs légions ne puissent s'échapper. Mais Pompée réussit à lui échapper, quittant le port avant que César ne puisse briser les barricades.
N'ayant presque aucune force navale puisque que Pompée avait déjà réquisitionné tous les navires des côtes pour l'évacuation de ses forces, César décida de se diriger vers Hispania en disant: « Je suis parti combattre une armée sans chef, pour combattre plus tard un chef sans armée ». Laissant Marcus Aemilius Lepidus comme préfet de Rome, et le reste de l'Italie sous Marc Antoine comme tribun, César fit une étonnante marche de 27 jours vers Hispanie, rejoignant deux de ses légions gauloises, où il battit les lieutenants de Pompée. Il est ensuite retourné à l'est, pour défier Pompée en Grèce où le 10 juillet 48 av. J.-C. à Dyrrhachium, César a à peine évité une défaite catastrophique lorsque la ligne de fortification a été brisée. Il bat définitivement Pompée, malgré l'avantage numérique de celui-ci (près du double du nombre d'infanterie et considérablement plus de cavalerie), à Pharsale dans un engagement extrêmement court en 48 av. J.-C.. 

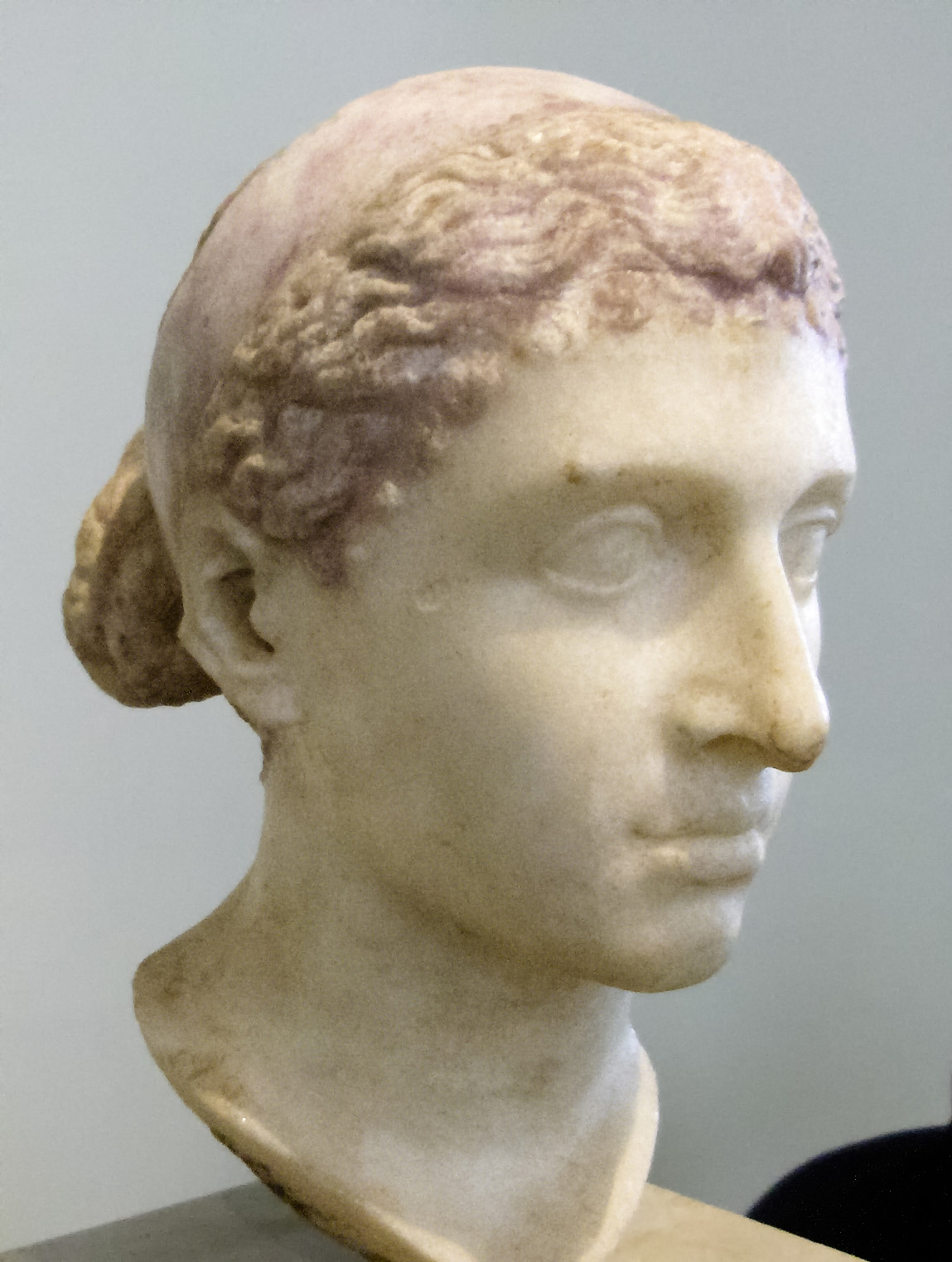
Buste de Cléopâtre VII, Musée Altes, Berlin

À Rome, César a été nommé dictateur avec Marc Antoine comme son maître du cheval; César a présidé sa propre élection à un deuxième consulat (avec Publius Servilius Vatia comme collègue) puis, après onze jours, a démissionné de cette dictature. 
Il a poursuivi Pompée à Alexandrie, où celui-ci a été assassiné par un ancien officier romain servant à la cour du roi Ptolémée XIII. César s'est ensuite impliqué dans la guerre civile alexandrine entre Ptolémée et sa sœur, sa femme et la reine co-régente, le pharaon Cléopâtre VII. Peut-être à cause du rôle de Ptolémée dans le meurtre de Pompée, César s'est rangé du côté de Cléopâtre; il aurait pleuré à la vue de la tête de Pompée  qui lui a été offerte par le chambellan Potholus de Ptolémée en cadeau. En tout état de cause, César a résisté au siège d'Alexandrie et ce dernier a vaincu les forces ptolémaïques en 47 av. J.-C. lors de la bataille du Nil et a installé Cléopâtre comme souverain. César et Cléopâtre ont célébré leur victoire de la guerre civile alexandrine avec une procession triomphale sur le Nil au printemps de 47 av. J.-C. La barge royale était accompagnée de 400 navires supplémentaires, introduisant César au mode de vie luxueux des pharaons égyptiens. 
César et Cléopâtre ne se sont jamais mariés, car le droit romain ne reconnaissait que les mariages entre deux citoyens romains. César a poursuivi sa relation avec Cléopâtre tout au long de son dernier mariage, qui a duré 14 ans - aux yeux des Romains, cela ne constituait pas un adultère - et a peut-être engendré un fils appelé Césarion. Cléopâtre a visité Rome à plusieurs reprises, résidant dans la villa de César juste à l'extérieur de Rome, de l'autre côté du Tibre. 
À la fin de 48 av. J.-C., César fut de nouveau nommé Dictateur, pour un mandat d'un an. Après avoir passé les premiers mois de 47 av. J.-C. en Égypte, César se rend au Moyen-Orient, où il anéantit le roi Pharnaces II de Pontus lors de la bataille de Zela ; sa victoire était si rapide et complète qu'il se moquait des victoires précédentes de Pompée sur de si pauvres ennemis. De là, il se rendit en Afrique pour s'occuper des restes des partisans sénatoriaux de Pompée. Il a rapidement remporté une victoire significative à Thapsus en 46 av. J.-C. sur les forces de Metellus Scipio (qui est mort dans la bataille) et Caton le Jeune (qui s'est suicidé). Après cette victoire, il est nommé Dictateur pour dix ans. 
Néanmoins, les fils de Pompée Gnaeus Pompeius et Sextus Pompeius, ainsi que Titus Labienus, l'ancien légat propraétorien de César (legatus propraetore) et commandant en second de la guerre des Gaules, s'échappèrent en Hispanie. César a poursuivi et a vaincu les derniers restes de l'opposition lors de la bataille de Munda en mars 45 av. J.-C.. Pendant ce temps, César a été élu à ses troisième et quatrième mandats comme consul en 46 av. J.-C. (avec Marcus Aemilius Lepidus ) et 45 av. J.-C. (sans collègue). 

### Conséquences de la guerre civile

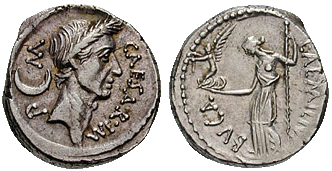
César a été le premier à imprimer son propre buste sur une pièce de monnaie romaine.

Alors qu'il faisait encore campagne en Hispanie, le Sénat a commencé à accorder des honneurs à César par contumace. César n'avait pas proscrit ses ennemis, les pardonnant presque tous, et il n'y avait pas d'opposition publique sérieuse. 
De grands jeux et célébrations ont eu lieu le 21 avril pour honorer la victoire de César à Munda. Plutarque écrit que de nombreux Romains ont trouvé de mauvais goût le triomphe qui a eu lieu après la victoire de César, car ceux qui ont été vaincus pendant la guerre civile n'étaient pas des étrangers, mais plutôt des compatriotes romains. 
À son retour en Italie en septembre 45 av. J.-C., César a déposé son testament, nommant son petit-neveu Gaius Octavius (Octavian) comme héritier de tout, y compris son nom. César a également écrit que si Octave mourait avant César, Marcus Junius Brutus serait le prochain héritier successif. 
César a strictement réglementé l'achat de céréales subventionnées par l'État et a réduit le nombre de destinataires à un nombre fixe, tous inscrits dans un registre spécial. De 47 à 44 av. J.-C., il a fait des plans pour la distribution de terres à environ 15 000 de ses anciens combattants. 
En 63 av. J.-C., César avait été élu Pontifex Maximus, et l'un de ses rôles en tant que tel était de régler le calendrier. Une refonte complète de l'ancien calendrier romain s'est avérée être l'une de ses réformes les plus durables et les plus influentes. En 46 av. J.-C., César établit une année de 365 jours avec un jour bissextile tous les quatre ans. (Ce calendrier julien a ensuite été modifié par le pape Grégoire XIII en 1582 en calendrier grégorien moderne). À la suite de cette réforme, une certaine année romaine (équivalant pour la plupart à 46 av. J.-C. dans le calendrier moderne) a été établie à 445 jours, afin d'aligner le calendrier sur les saisons. Le mois de juillet est nommé d'après Julius en son honneur. Le Forum de César, avec son Temple de Vénus Genetrix, a été construit avec de nombreux autres travaux publics. 